# الگوا (تگزاس)
الگوا، تگزاس (به انگلیسی: Algoa, Texas) یک منطقهٔ مسکونی در ایالات متحده آمریکا است که در تگزاس واقع شده‌است.

## خصوصیات
الگوا ۱۲۵ نفر جمعیت دارد و ۱۰ متر بالاتر از سطح دریا واقع شده‌است.